# Elymus albicans
Elymus albicans är en gräsart som först beskrevs av Frank Lamson Scribner och Jared Gage Smith, och fick sitt nu gällande namn av Áskell Löve. Elymus albicans ingår i släktet elmar, och familjen gräs. Inga underarter finns listade i Catalogue of Life.

## Bildgalleri

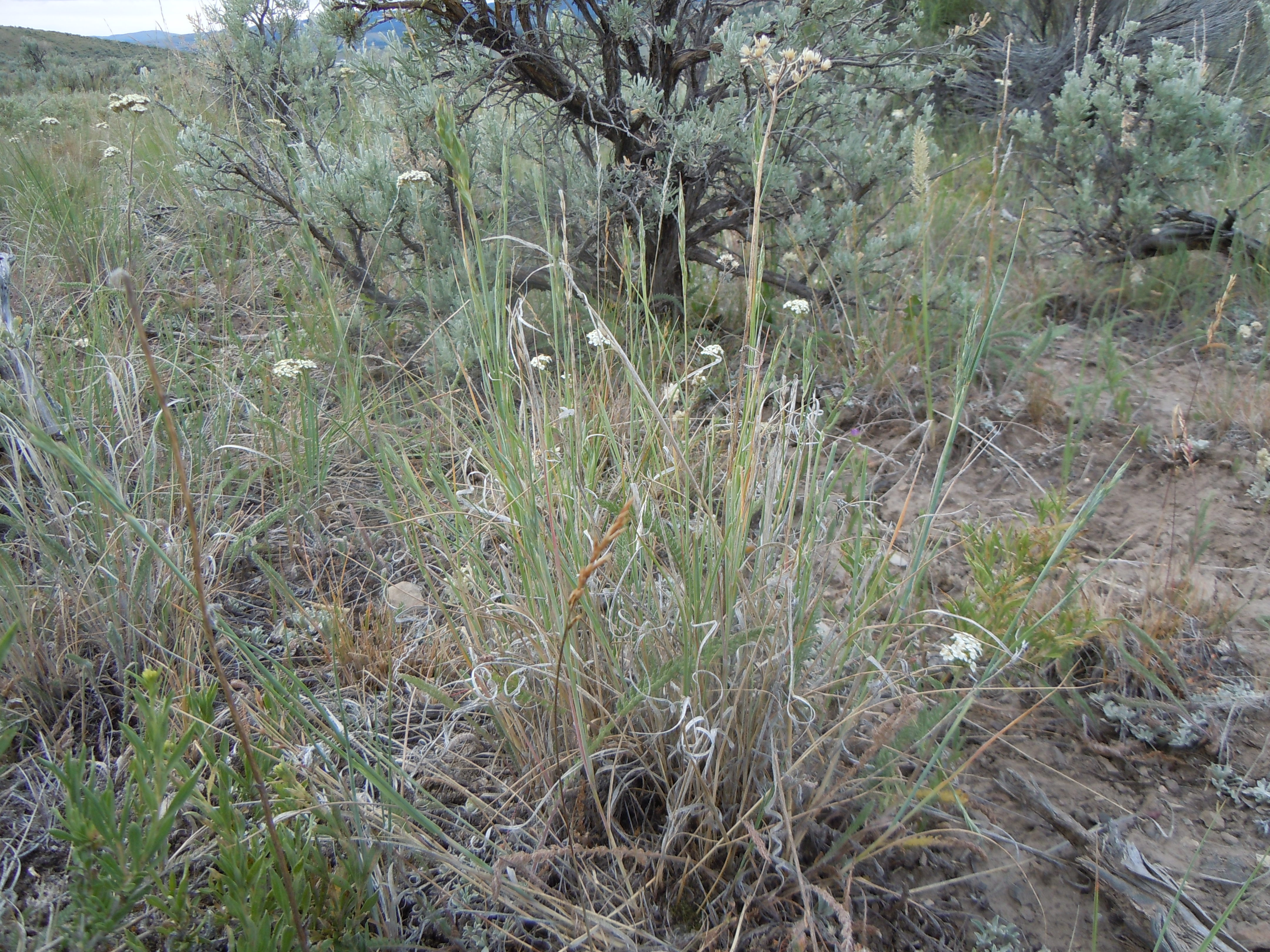
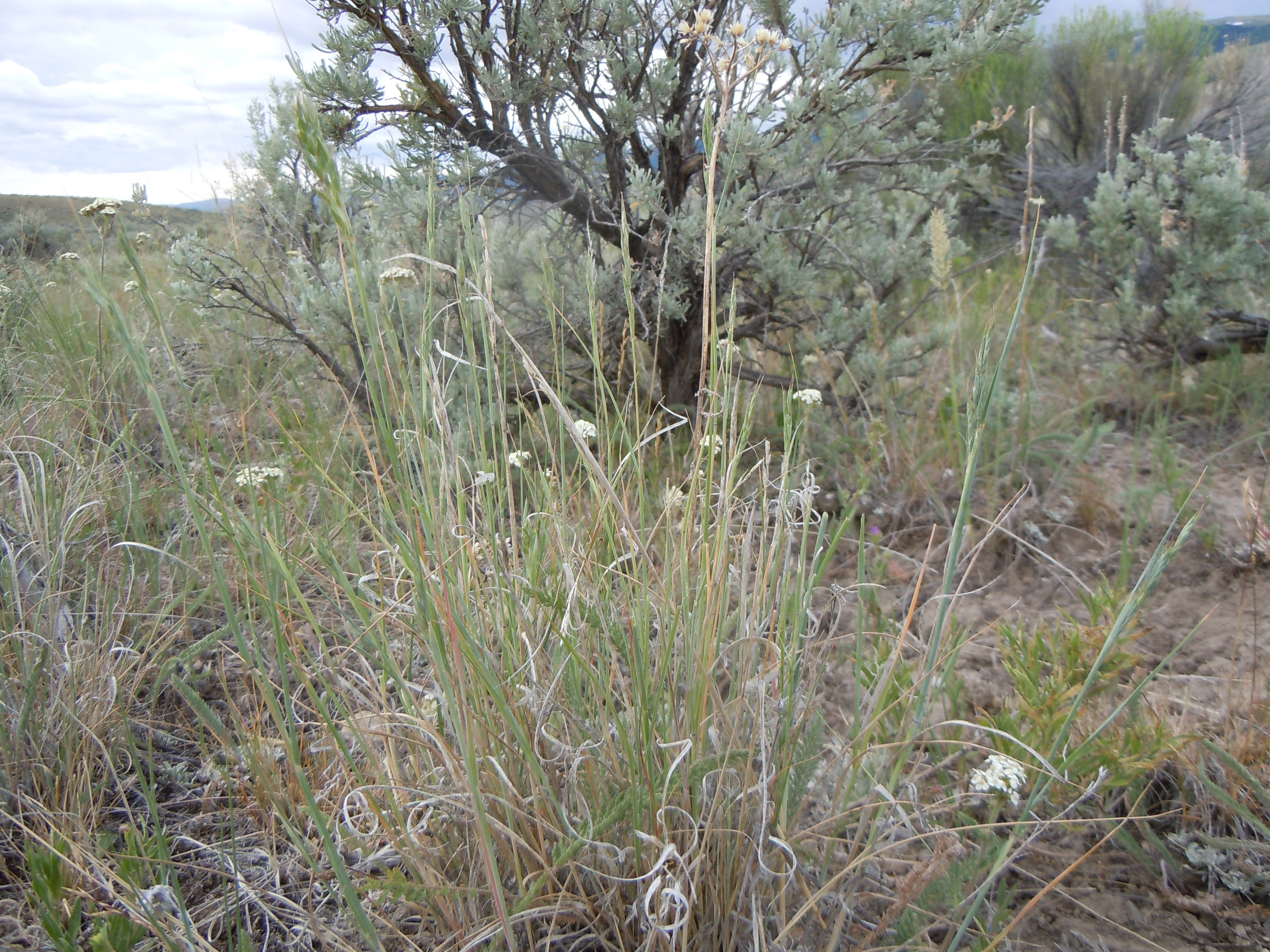
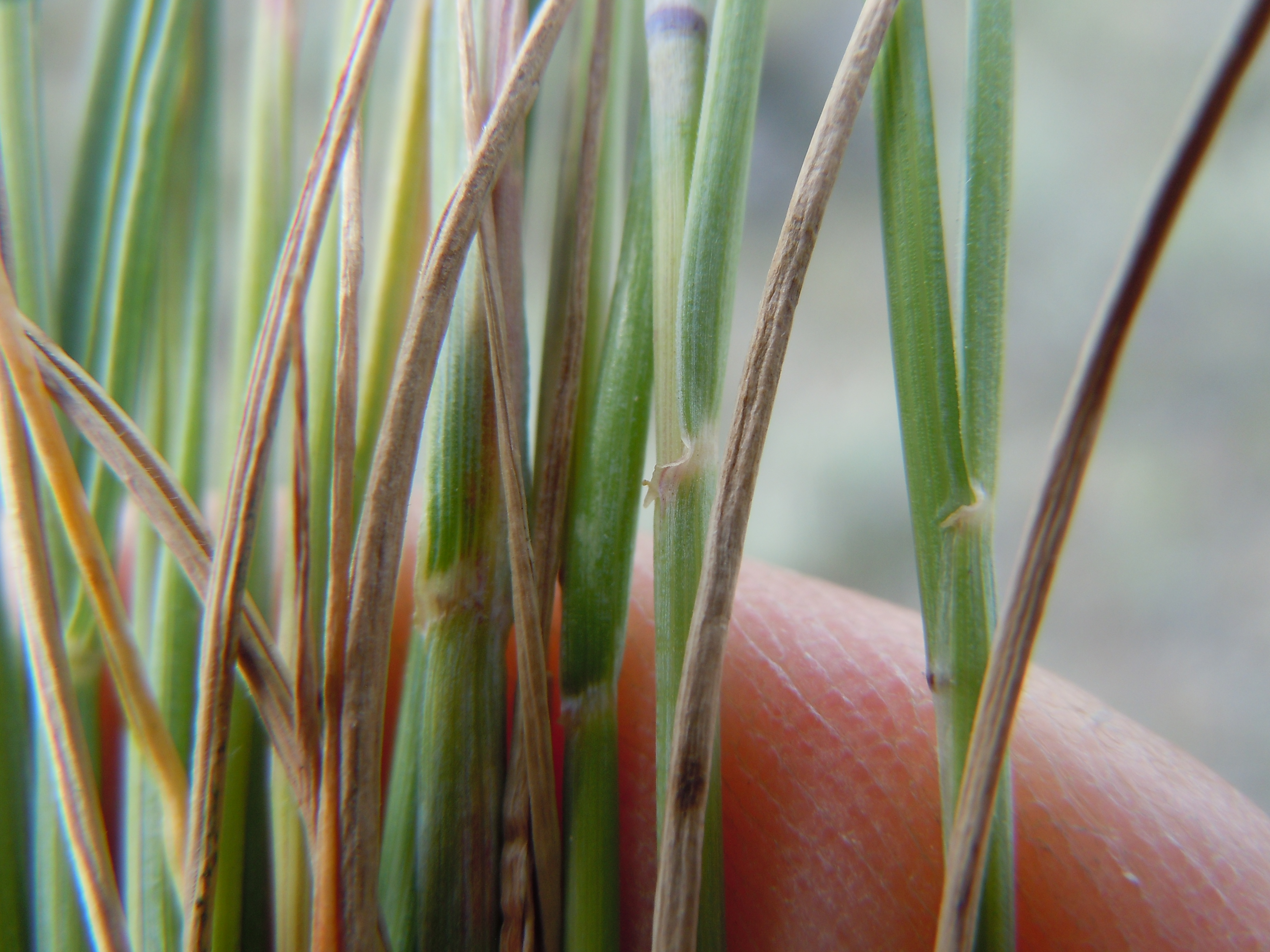
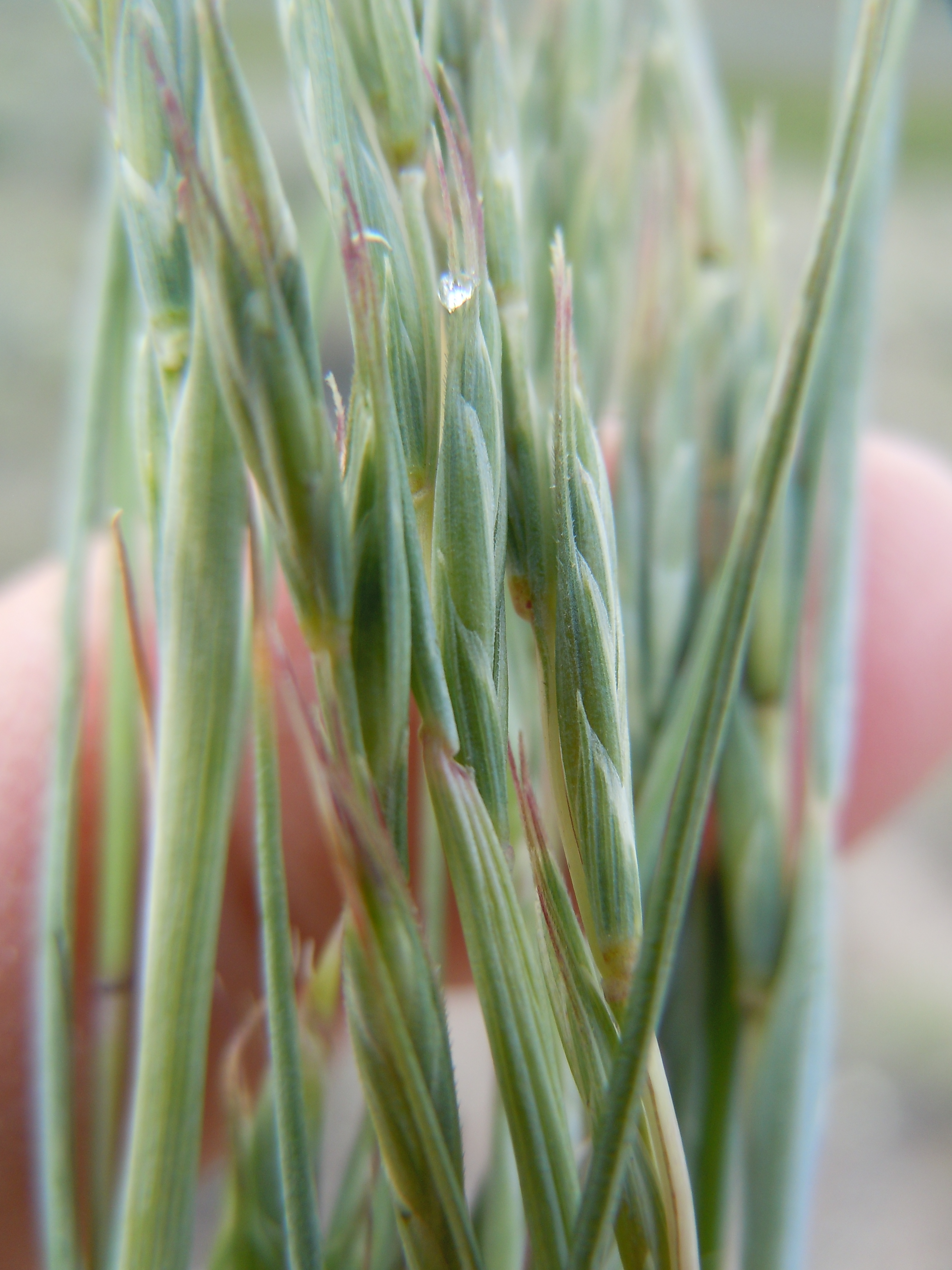